# 超临界机翼

傳統機翼（上）及超临界机翼（下）的剖面及氣流（藍色區塊）。可以看到超臨界機翼將震波發生的位置（紅色線）大幅延後、降低強度，後方也較不會發生邊界層分離現象

超临界机翼（英文：Supercritical airfoil或Supercritical Wing）是飛機翼的一種，其設計有別於傳統機翼，其主要功能在於減輕跨音速飛行的波阻效應（wave drag）。波音757是第一型首飛的採用超臨界機翼的量產飛機。現如今，超臨界機翼的運用已經非常普遍了。

## 机翼設計
超临界机翼的外型設計，由NASA工程師理查·惠特科姆（Richard T. Whitcomb）於1967年首先提出，但1940年德國航太中心Deutsches Zentrum für Luft即有類似研究。F-104的改装机NASA 806（TF-8），最早用于超临界机翼试验，进行了大量风洞及飞行验证。NASA 829（TF-104G），承担更多复杂气动试验任务。
传统机翼上表面较弯曲，可以增大空气流速从而提高升力，且越弯曲气流越快，但也带来一个问题，即在飞机接近音速时，上表面的空气有可能已经超过音速，超音速的气流会产生激波，带来很大阻力，因此超临界机翼有著比傳統機翼更平坦的上表面，較薄弧度也較大的後緣，而且向上弯曲、較大的前緣半徑。

## 相關連結
- 面積法則
- NACA翼型